# جين غروسمان
جين غروسمان (بالإنجليزية: Gene Grossman) هو أستاذ جامعي واقتصادي أمريكي، ولد في 11 ديسمبر 1955 في نيويورك في الولايات المتحدة.